# Terror Squad Entertainment
Terror Squad é uma gravadora de hip hop fundada por Fat Joe em The Bronx (Nova York). O selo foi distribuído pela Atlantic Records, EMI, Imperial Records e E1 (anteriormente Koch). Mais recentemente, Fat Joe recebeu distribuição para lançamentos do Terror Squad através do EMPIRE. 

## História

### Primeiros anos (1997-1999)
Fat Joe decidiu formar a Terror Squad Entertainment por volta do final de 1997 e começou a usar a gravadora para lançamentos de mixtape até formar oficialmente o grupo Terror Squad no início de 1998. 
Depois de se decepcionar com as vendas anteriores do álbum na Relativity, Fat Joe mudou a gravadora para a Atlantic. Em 1998, Terror Squad estreou como um grupo na faixa "The Hidden Hand", do terceiro álbum de estúdio de Fat Joe, Don Cartagena. Em 1998, o álbum de estreia de Big Pun, Capital Punishment, foi lançado através do Loud e alcançou o número 5 na parada musical da Billboard 200, e Fat Joe lançou Don Cartagena, que estreou no número 7 na parada da Billboard 200. Foi o primeiro lançamento da Terror Squad Entertainment. Capital Punishment contou com os singles: "You Came Up" (com Noreaga), "I'm Not a Player " e "Still Not a Player", este último no top 25 da Billboard Hot 100. Os singles ajudaram Capital Punishment a alcançar o status Platinum nos Estados Unidos. Seria o único álbum de estúdio de gravação lançado na vida de Big Pun. Don Cartagena foi certificado em ouro na América, e foram feitos videoclipes para "John Blaze", "Don Cartagena" e "Bet Ya Man Can't (Triz)". 

### Estreia no Terror Squad e morte de Big Pun
Em 1999, o Terror Squad lançou seu álbum de estreia, The Album. O álbum foi um tanto bem-sucedido e fez um nome legítimo para o grupo e a gravadora. Em 7 de fevereiro de 2000, Big Pun morreu, e seu álbum Yeeeah Baby foi lançado postumamente naquele ano em 4 de abril. Ele deixou para trás sua viúva Liza Rios e três filhos. Yeeeah Baby apresentou os singles "It's So Hard" e "100%" . Em outubro de 2017, o LP foi certificado de platina nos Estados Unidos. 
Fat Joe lançou mais dois álbuns, Jealous Ones Still Envy em 2001, apresentando o hit "We Thuggin ' ", com R. Kelly. Em 2002, Fat Joe lançou Loyalty. Em 2004, o Terror Squad lançou seu segundo álbum, True Story . Em 2005, Fat Joe lançou All or Nothing. 

### Anos posteriores e assinatura do DJ Khaled (2005-presente)
Em setembro de 2006, Fat Joe finalizou um acordo de distribuição para o Terror Squad através da Imperial Records e da EMI. " Make It Rain ", com Lil Wayne, foi o primeiro single de Fat Joe's do álbum Me Myself & I. A gravadora também lançou o álbum de estreia da Super Produced & PRO e DJ Khaled,  Listennn... the Album, naquele ano em Koch . A gravadora seguiu o sucesso desses dois álbuns em 2007, o que levou ao segundo álbum do DJ Khaled, We The Best, que apresentou o single "We Takin 'Over", que teve participações de Akon, T.I., Rick Ross, Fat Joe, Baby e Lil Wayne. 

## Discografia
- 1998: Big Pun - Capital Punishment
- 1998: Fat Joe - Don Cartagena
- 1999: Terror Squad - The Album
- 2000: Big Pun - Yeeeah Baby
- 2001: Fat Joe - Jealous Ones Still Envy
- 2002: Fat Joe - Loyalty
- 2004: Terror Squad - True Story
- 2005: Fat Joe - All or Nothing
- 2006: Remy Ma - There's Something About Remy: Based on a True Story
- 2006: DJ Khaled - Listennn...the Album
- 2006: Fat Joe - Me, Myself & I
- 2007: DJ Khaled - We The Best
- 2008: Fat Joe - The Elephant in the Room
- 2008: DJ Khaled - We Global
- 2009: Fat Joe - Jealous Ones Still Envy 2
- 2010: Fat Joe - The Darkside Vol. 1
- 2011: Fat Joe - The Darkside Vol. 2
- 2013: Fat Joe - The Darkside Vol. 3

## Artistas
- Fat Joe

## Antigos artistas
- Big Pun (1997-2000) (falecido)
- Cuban Link (1997-2000)
- Triple Seis (1997-2000)
- Prospect (1997-2006)
- Armagedom (1997-2005)
- Remy Ma (1999-2007)
- Tony Sunshine (1999-2006)
- DJ Khaled (2005-2009)